# RaiSat Show
RaiSat Show è stato uno dei canali satellitari tematici della Rai creati esclusivamente per D+/TELE+ DIGITALE.
A partire dalla nascita, avvenuta nel 1999, il canale ha trasmesso il meglio delle trasmissioni Rai unitamente ad alcuni concerti ed al David Letterman Show sottotitolato in lingua italiana.
Nel 2003, con l'avvento di Sky e la conseguente riorganizzazione dei canali del gruppo, il canale è stato chiuso e sostituito da RaiSat Extra, che riprendeva circa le stesse trasmissioni.